# Batalla d'Amoaful
La batalla d'Amoaful va ser una batalla que va tenir lloc el 31 de gener de 1874 durant la Tercera guerra Anglo-Aixanti quan Sir Garnet Wolseley derrotà els aixantis després d'una ferotge resistència.
L'atac va ser encapçalat pel 42è Regiment a Peu.
A Amoaful, un combat post-mortem ret homenatge al comandant aixanti: "El gran Cap Amanquatia es trobava entre els mort. Una admirable habilitat es veié en la posició triada per Amanquatia, i la determinació i el caràcter general que mostrà en la defensa van demostrar plenament la seva gran reputació com a tàctic capaç i soldat valent."
El Lance-Sergeant Samuel McGaw va ser condecorat amb la Creu Victòria per la seva conducta durant la batalla.